# Département des Affaires et du Commerce
Le département des Affaires et du Commerce (en anglais : Department for Business and Trade DBT) est le ministère britannique, qui fusionne les anciens départements de l'Énergie et des Affaires.
Il a été créé à la suite du vote pour le Brexit en 2016.
Le Département des Affaires et du Commerce (DBT) est créé le 7 février 2023 après un remaniement gouvernemental, le premier par le Premier ministre Rishi Sunak. Le nouveau département a absorbé les fonctions de l'ancien département du Commerce international (DIT) et certaines des fonctions de l'ancien département des Affaires, de l'Énergie et de la Stratégie industrielle (BEIS).

## Missions
Le département est responsable de la politique du gouvernement dans les domaines suivants:
- Réglementation et soutien des entreprises
- Politique de lutte contre le changement climatique au Royaume-Uni
- Loi d'entreprise
- Concurrence
- Consommation
- Gouvernance d'entreprise
- Énergie
- Relations de travail
- Licence d'exportation
- Innovation
- Insolvabilité
- Propriété intellectuelle
- Cosmos
- Affaires postales
- Développement économique régional et local
- Science et recherche
- Commerce

Certaines politiques s'appliquent à l'Angleterre uniquement en raison de la décentralisation, tandis que d'autres ne le sont pas et s'appliquent donc aux autres nations du Royaume-Uni.

## Direction
L'équipe ministérielle du DBT actuelle est :
- Secrétaire d'État aux Affaires et au Commerce : Jonathan Reynolds
  - Ministre d'État à la Politique commerciale et à la Sécurité économique : Douglas Alexander
  - Ministre d'État à l'Industrie : Sarah Jones
  - Ministre d'État à l'Investissement : Poppy Gustafsson
    - Sous-secrétaire d'État parlementaire aux Services, aux Petites entreprises et aux Exportations : Gareth Thomas
    - Sous-secrétaire d'État parlementaire aux Droits du travail, à la Concurrence et aux Marchés : Justin Madders
    - Sous-secrétaire d'État parlementaire à la Législation : Maggie Jones